# Tornaľa
Tornaľa (en húngaro: Tornalja) es un municipio del distrito de Revúca en la región de Banská Bystrica, Eslovaquia, con una población estimada a final del año 2024 de 6702 habitantes.
Se encuentra ubicado al este de la región, en la cuenca hidrográfica del río Sajó —un afluente derecho del río Tisza— y cerca de la frontera con la región de Košice.

## Demografía
| Año        | 1994 | 2004    | 2014    | 2024    |
| ---------- | ---- | ------- | ------- | ------- |
| Población  | 8457 | 8016    | 7364    | 6702    |
| Diferencia |      | −5,21 % | −8,13 % | −8,98 % |

| Año        | 2023 | 2024    |
| ---------- | ---- | ------- |
| Población  | 6741 | 6702    |
| Diferencia |      | −0,57 % |